# 角川学芸出版
角川学芸出版（かどかわがくげいしゅっぱん）は、日本の総合出版社・KADOKAWAと角川文化振興財団の共通ブランド。
本項では、ブランドカンパニー化以前の株式会社角川学芸出版についても解説する。

## 沿革
- 1986年（昭和61年）12月 - 角川書店の編集業務を行う、株式会社飛鳥企画を設立。
- 1998年 - 辞書、事典、国語古典関係、全集、高校教科書、大学テキスト等の編集業務を角川書店より移管。
- 2003年4月 - 社名を「角川学芸出版」に変更、自社名で出版活動を開始。
- 2004年 - 雑誌『俳句』、雑誌『短歌』の発行開始。俳句の通信教育講座開始。
- 2005年 - 短歌の通信教育講座開始。角川選書・角川叢書・角川ソフィア文庫および人文関係書の発行を角川書店より移管。
- 2006年 - 角川書店とともに「第1回角川全国俳句大賞」を実施。『角川俳句大歳時記（全五巻）』を刊行。辞書・事典および全集、単行本等の一部の発行を角川書店より移管。
- 2007年 - 『俳句歳時記 第四版』（角川文庫）を刊行。『ビギナーズ・クラシックス 日本の古典』（角川ソフィア文庫）の第2期を刊行。
- 2008年 - 『鑑賞 女性俳句の世界（全六巻）』を刊行。
- 2013年10月1日 - KADOKAWAに吸収合併され、ブランドカンパニーとなる[1]。
- 2015年 - ブランドカンパニー廃止に伴い、組織名としても廃止。株式会社KADOKAWAの一ブランドとなる[2]。
- 2015年 - 「俳句」、「短歌」の編集部を、角川文化振興財団に継承。
- 2021年8月17日 - KADOKAWAオフィシャルサイト内の角川学芸出版のブランドページが閉鎖[3]。

## 主な出版物
全集・シリーズ
- 角川俳句大歳時記（春・夏・秋・冬・新年）
- 俳句実作入門講座
- 鑑賞 女性俳句の世界（全六巻）
- 飯田龍太全集
- 宮脇俊三鉄道紀行全集
- 新古今和歌集全注釈（全六巻）
- 梅原猛「神と仏」対論集
- 新編中原中也全集

辞書・事典
- 角川新字源 改訂版
- 角川 大字源
- 角川現代漢字語辞典 五十音引き
- 角川古語大辞典
- 角川最新漢和辞典 改訂新版
- 角川最新国語辞典
- 角川類語新辞典
- 類語国語辞典
- 角川茶道大事典 普及版
- 角川新版日本史辞典
- 角川世界史辞典
- 角川日本陶磁大辞典
- 京都市姓氏歴史人物大辞典
- 皇室事典
- 俳文学大辞典 普及版
- ハンディ版 入門歳時記
- 名句鑑賞辞典
- ラルース世界文学事典
- 古典基礎語辞典
- 江戸時代語辞典
- かどかわ こどもことばえじてん 新装版

雑誌
- 俳句
- 短歌

ムック
- the寂聴（カドカワムック）

単行本・文庫
- 角川俳句叢書
- 角川平成俳句叢書
- 角川21世紀俳句叢書
- 角川短歌叢書
- 21世紀歌人シリーズ
- 角川選書

1968年9月20日創刊。四六判。創刊第1号は、 阿部次郎『合本三太郎の日記』。キャッチフレーズは、「読書の愉しみ、知の活力」である。角川ソフィア文庫で度々再刊。
- 角川叢書

1998年12月創刊。四六判。創業50年の歴史と伝統を踏まえ、出版理念の原点に立ち返って、新しい学術の場をつくるために創刊された。2013年3月に休刊（55冊を刊行）。
- KGビジネスブックス
- 角川学芸ブックス
- 角川ソフィア文庫
- 鉄緑会東大古典問題集 資料・問題篇/解答篇
- 鉄緑会東大数学問題集 資料・問題篇/解答篇

児童書
- カドカワ学芸児童名作

ビジネス・一般書レーベル
- 角川フォレスタ

DVD-ROM、CD-ROM
- 大島本源氏物語 DVD‐ROM版
- 角川古語大辞典 CD-ROM版
- 新編国歌大観 CD-ROM版 Ver.2
- 平安時代史事典 CD‐ROM版

いずれも角川書店発行時代のISBNコードをひきついでいる。